# Cypr na Letnich Igrzyskach Olimpijskich Młodzieży 2010
Cypr na Letnich Igrzyskach Olimpijskich Młodzieży 2010 w Singapurze reprezentowało 9 sportowców w 4 dyscyplinach.

## Medale
| Medal | Zawodnik               | Dyscyplina    | Konkurencja          |
| ----- | ---------------------- | ------------- | -------------------- |
|       | Alexandros Poursanidis | Lekkoatletyka | Rzut młotem chłopców |

## Skład kadry

### Gimnastyka
| Zawodnik         | Konkurencja                 | Wynik |
| ---------------- | --------------------------- | ----- |
| Michalis Krasias | Wielobój indywidualnie      |       |
| Michalis Krasias | Skok przez konia            |       |
| Michalis Krasias | Ćwiczenia wolne             |       |
| Michalis Krasias | Ćwiczenia na kołach         |       |
| Michalis Krasias | Ćwiczenia na koniu z łękami |       |
| Michalis Krasias | Ćwiczenia na poręczach      |       |
| Michalis Krasias | Ćwiczenia na drążku         |       |

### Kolarstwo
| Zawodnik                                                                | Konkurencja       | Wynik |
| ----------------------------------------------------------------------- | ----------------- | ----- |
| Leontios Katsouris Eirinaios Koutsiou Mamas Kyriacou Antri Christoforou | Sztafeta mieszana |       |

### Lekkoatletyka
| Zawodnik               | Konkurencja          | Wynik |
| ---------------------- | -------------------- | ----- |
| Leontia Kallenou       | Skok wzwyż dziewcząt |       |
| Alexandros Poursanidis | Rzut młotem chłopców |       |

### Pływanie
| Zawodnik        | Konkurencja                       | Wynik |
| --------------- | --------------------------------- | ----- |
| Omiros Zagkas   | 50 m stylem dowolnym chłopców     |       |
| Anna Schegoleva | 50 m stylem motylkowym dziewcząt  |       |
| Anna Schegoleva | 100 m stylem motylkowym dziewcząt |       |
| Anna Schegoleva | 200 m stylem motylkowym dziewcząt |       |